# Afromynoglenes parkeri
Afromynoglenes parkeri Merrett & Russell-Smith, 1996 è un ragno appartenente alla famiglia Linyphiidae.
È l'unica specie nota del genere Afromynoglenes.

## Distribuzione
La specie è stata rinvenuta in Etiopia.

## Tassonomia
Dal 1996 non sono stati esaminati esemplari, né sono state descritte sottospecie al 2012.